# Rayleigh-féle olajcseppkísérlet
A Rayleigh-féle olajcseppkísérlet az olajmolekulák méretének meghatározására alkalmas kísérlet. Ennek a módszernek a segítségével Lord Rayleigh elsőként tudta megadni egy molekula méretét.

## A kísérlet lényege
Egy edényben lévő tiszta víz felületére kis kámfor darabkákat dobnak. Az oldásnál fellépő lokális felületi feszültség változások miatt a darabkák ide-oda táncolnak a víz felszínén. Ahol bármiféle szennyeződés, például olajcsepp megváltoztatja a relatív felületi feszültségviszonyt, ott a kámfordarabkák nem mozognak, nyugalomban maradnak. Az úgynevezett Rayleigh-féle olajcseppkísérletben azt használják ki, hogy a vízre öntött olaj szétterül, és egyenletes vastagságú vékony hártyát alkot a felületen. Egyre kisebb és kisebb olajcseppet cseppentve a tiszta víz felszínére, egyre vékonyabb és vékonyabb olajfilm hozható létre. Egy bizonyos méretűnél kisebb csepp esetén azonban már nem elég az olaj mennyisége, hogy beterítse az edényben a teljes vízfelszínt, így a szétterülő olaj kör alakú foltot képez, melyen kívül lesznek olajtól mentes területek, és ott a kámfordarabkák újra mozogni kezdenek.
A kísérletben azt a „legkisebb” olajmennyiséget kell meghatározni, melynél nem marad szabad vízfelszín, azaz nem mozognak a kámfordarabkák. A lehető legkisebb vastagságú, azaz egyetlen olajmolekulányi réteget („monomolekuláris réteget”) tartalmazó egyenletes olajfilm létrehozásához szükséges olajcsepp tömegét megmérve, a vízfelszín területét és az olaj sűrűségét ismerve ki lehet számítani az olajhártya vastagságát.
Az olajcsepp m tömegének és {\displaystyle \rho } sűrűségének ismeretében kifejezhető a térfogata: {\displaystyle V={\frac {m}{\rho }}}.
Ez az egyetlen csepp hozza létre a kör keresztmetszetű R sugarú edényben szétterülő, h magasságú, henger alakú olajfilmréteget,
aminek térfogata: {\displaystyle V=R^{2}\pi h}.
Mivel: {\displaystyle {\frac {m}{\rho }}=R^{2}\pi h}.
Az olajfilm vastagságára:  {\displaystyle h={\frac {m}{\rho \pi R^{2}}}}  adódik.
A kísérletben Rayleigh által használt edény átmérője 84 cm, a vízfelszínt beborító legkisebb olajcsepp tömege mérése szerint 0,81 mg volt. Olívaolajat használt; melynek fő alkotórésze a glicerin, sűrűségét 0,9 g/ml-nek véve az egy molekularétegnyi olajfilm vastagságára, azaz egy molekula méretére 1,6 nm-t kapott.